# George Jefferson
George Gordon Jefferson (né le 28 février 1910 à Inglewood et décédé le 13 février 1996 à Ventura) est un athlète américain spécialiste du saut à la perche. Membre des California Golden Bears, il mesurait 1,73 m pour 68 kg.

## Biographie

### Palmarès
| Date | Compétition           | Lieu        | Résultat | Performance |
| ---- | --------------------- | ----------- | -------- | ----------- |
| 1932 | Jeux olympiques d'été | Los Angeles | 3e       | 4,20 m      |

### Records
| Épreuve          | Performance | Date |
| ---------------- | ----------- | ---- |
| Saut à la perche | 4,25 m      | 1932 |